# インゴールヴル・アルナルソン

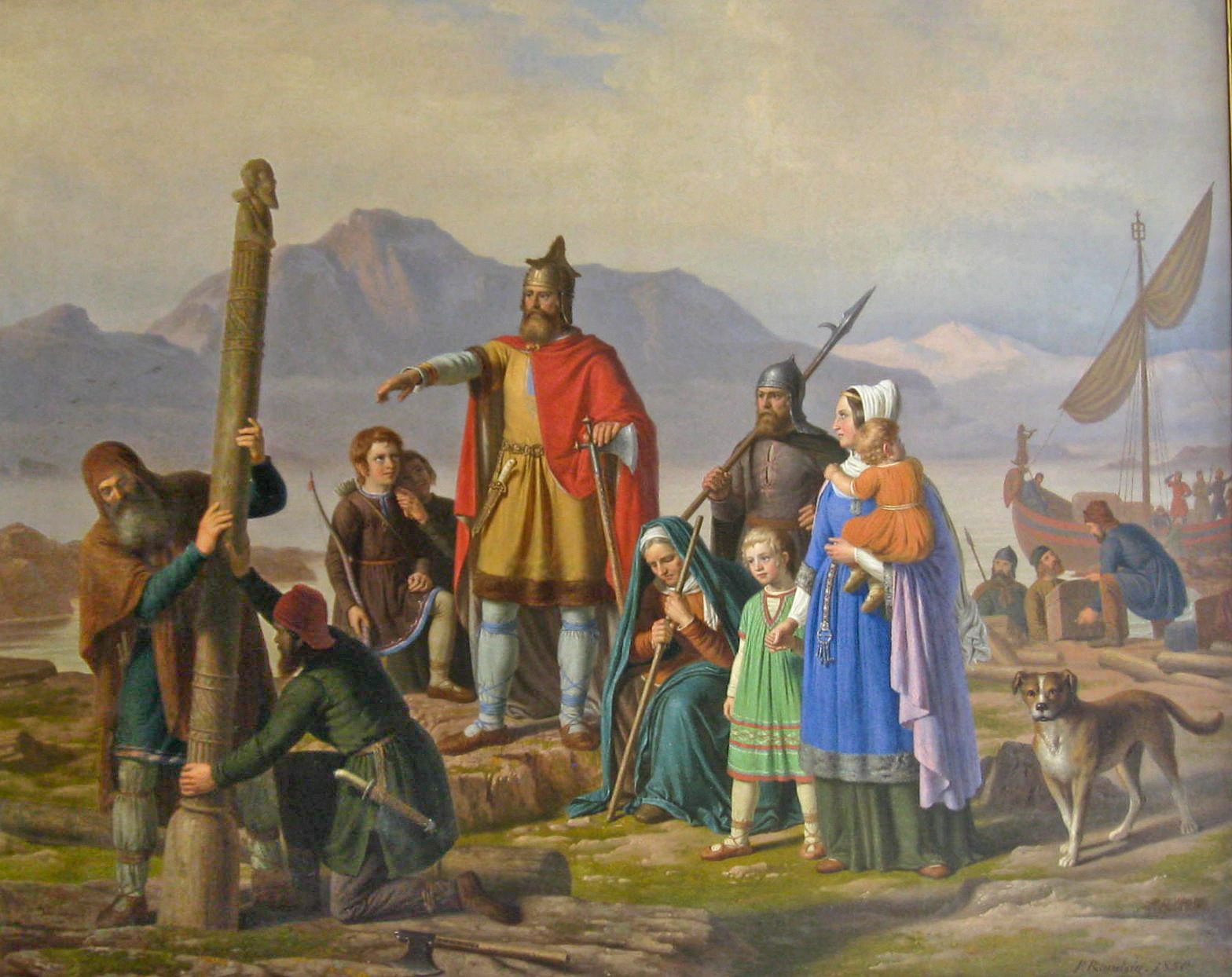
インゴールヴル・アルナルソン

インゴールヴル・アルナルソン（古ノルド語: Ingólfr Arnarson）はノルウェー及びアイスランドの首領、探検家。有史上で最初にアイスランドへと移住したノルマン人である。

## 人物
『植民の書』によれば874年、彼は自身の農地をレイキャヴィークにて開拓した。もっとも最近の考古学にて、この記録よりも少し早く移住が行われていたことが確認されているが、年代が大きく離れているということはない。
中世の歴史記録者、アリ・ソルギルスソンはインゴールヴルが最初のノルマン人移住者だと述べている。しかしソルギルソンは、Paparと呼ばれるアイルランド人僧侶がノルマン人よりも早く移住をしていたとも述べている。またケルト人がアイスランドを去った理由として、この新たに移住してきた異教徒との共生に耐えられなかったからだとしている。
『植民の書』にはインゴールヴルの移住に関する伝説的な記録が残されている。インゴールヴルは血讐に巻き込まれた末、ノルウェーからアイスランドに渡った。彼はGarðarr Svavarssonとフローキ・ビリガルズソンが大西洋に新しい島を発見したと聞き、友人のヒョルレイヴと共にアイスランドへと出航した。島が見えると、元住んでいたの家の柱を船外に投げ、神が陸地に連れてきてくれたと強く信じた。インゴールヴルの奴隷2人は、投げた柱を見つけるために海岸を探索した。3年の後についに柱を発見し、そこがレイキャヴィークとなったと言われている。
一方、インゴールヴルと共に移住したヒョルレイヴはアイルランド人奴隷たちを冷遇し、その結果奴隷たちに殺害された。後にインゴールヴルは現在のウエストマン島に奴隷たちを追い詰め、殺害している。ウエストマン諸島の名は、ノルウェーから見れば西の人々（ウェストマンナ）であるアイルランド出身の奴隷に由来すると言われている。
インゴールヴルはアイスランドの南西部を開拓したが、彼の移住について、それ以上のことはよく知られていない。彼の息子であるÞorsteinn Ingólfssonはシングもしくはティングと呼ばれる民会による自治制度を導入した。これは現在のアルシングの原型と言われる。
インゴールヴルの妻はハッドルヴェイグといい、現在のアイスランドの住民にはインゴールヴル夫妻にまで家系を遡れる人物が存在するという。

## 備考
インゴールヴルの日本語表記としては他に以下の例がみられる。
- インゴールヴ・アルナルソン[5]
- インゴルブル・アルナルソン[6]
- インゴルヴル・アルトナルソン[7]
- インゴゥルブル・アルトナルソン[8]
- インゴールブル・アルトナルソン[9]